# Lukáš Bech
Lukáš Bech (Praag, 27 november 1972) is een Tsjechisch acteur.
Hij brak in 1983 door met de hoofdrol van Ferdinand Trenkel in de zesdelige televisieserie Létající Čestmír. Bech speelde in verschillende films en series en is vooral bekend van zijn hoofdrol als Willy in de kinderfilm Rumburak. Bech had een kleine bijrol in Spider-Man: Far From Home waarin hij als Nederlandse marktkoopman Peter Parker zijn telefoon uitleent en hem duidelijk maakt dat hij zich in Broek op Langedijk bevindt.
- Gemeinsame Normdatei: 140547037
- International Standard Name Identifier: 0000 0000 7320 2093
- Library of Congress Control Number: nr00016711
- Nationale Bibliotheek van Tsjechië: xx0108418
- Virtual International Authority File: 103141182